# Christoph Gilli
Christoph ("Hippy") Gilli (Littau, 17 juni 1963 – 26 mei 2010) was een Zwitsers voetballer. Gilli speelde in zijn professionele carrière uitsluitend voor Zwitserse clubs. Tevens speelde hij 3 wedstrijden voor het Zwitsers voetbalelftal.
Hij overleed onverwacht op 46-jarige leeftijd.